# SV Sophia
SV Sophia is een Surinaamse voetbalclub uit Paramaribo. De club speelt de thuiswedstrijden in het Dr. Ir. Franklin Essed Stadion.
Sophia komt uit in de Tweede Divisie van de Surinaamse Voetbal Bond (stand 2019). De club werd in 2019 winnaar van de Kwatta Sportbond.